# Campo de Todos
Campo de Todos es una localidad uruguaya del departamento de Salto. 

## Ubicación
La localidad se encuentra situada en la zona suroeste del departamento de Salto, sobre ambas márgenes del arroyo del Sauce, próximo a su desembocadura en el río Daymán, límite con el departamento de Paysandú. Dista 80 km de la ciudad de Salto.

## Historia
No existe una fecha determinada para la fundación de la localidad, pero se estima su surgimiento a finales del siglo XIX. En esa época, pobladores de la localidad de Vera, llegaron a la zona, tras la noticia de que un campo había sido abandondado por su dueña; de ahí surge el nombre Campo de Todos. Desde sus orígenes hasta la actualidad el problema de la propiedad en la zona no ha sido solucionado, ya que no ha existido reclamo alguno por estos terrenos.
Sus primeros pobladores fueron unas 4 familias que ocuparon unas 5 hectáreas, y se dedicaron a la producción de productos de granja; posteriormente incorporaron la producción de carbón y el cultivo de algodón y paja de escoba. Con la modernización de las tecnologías en la producción, estos productos perdieron competitividad en el mercado, por lo que sus pobladores debieron buscar nuevas fuentes laborales, principalmente como asalariados en las estancias de la zona.
En la década de 1950 se construyó el camino de acceso a la localidad, previamente a ello, la única forma de acceso a la zona era a través de los campos. En 1956 fue habilitada la escuela Nº 80 y comenzaron las primeras misas por parte de la Iglesia Católica.

## Población
Según el censo de 2011 la localidad contaba con una población de 212 habitantes, no existiendo registros previos de su población.
| -             | - | 212 |
| (Fuente: INE) |   |     |

## Economía
La principal actividad en la zona es la producción ganadera.